# Hyllisia albolateralis
Hyllisia albolateralis är en skalbaggsart som beskrevs av Stefan von Breuning 1950. Hyllisia albolateralis ingår i släktet Hyllisia och familjen långhorningar. Inga underarter finns listade i Catalogue of Life.